# Vinyl Theatre
Vinyl Theatre ist eine im Jahr 2012 gegründete US-amerikanische Indie-Rock-Band aus Milwaukee im Bundesstaat Wisconsin. Die Musik der Gruppe ist beeinflusst durch Bands wie The Killers, Two Door Cinema Club, The Shins und Death Cab For Cutie.

## Geschichte
Keegan Calmes (Gesang und Gitarre) und Chris Senner (Keyboard) lernten sich während der Schulzeit kennen und begannen, gemeinsam Songs zu schreiben. Um die Band zu vervollständigen, sprachen sie zwei Freunde von Senner an, Nick Cesarz (Schlagzeug) und Josh Pothier (Bass). Das Quartett nannte sich zunächst Alchemy. Im Laufe der Zeit stellten sie fest, dass es bereits eine andere Band mit diesem Namen gab, und änderten den Namen in Vinyl Theatre.
Die erste Veröffentlichung der Band erfolgte auf der Online-Plattform SoundCloud, dort erschien 2013 der Song Breaking Up My Bones. Auf dieser Plattform erschienen auch die ersten beiden EPs, am 12. November 2013 Gold am 18. Februar 2014 Chromatic.
Nachdem sie einen Plattenvertrag mit dem Label Fueled by Ramen unterschrieben hatten, veröffentlichten sie am 23. September 2014 das Debütalbum Electrogram.
Sie wirkten 2015 in einer Folge der US-amerikanischen Fernsehserie Finding Carter mit (Erstausstrahlung am 10. November 2015).
Zu Beginn des Jahres 2016 verließ Bassist Pathier aus gesundheitlichen Gründen die Band.
2017 erschien das zweite Studioalbum Origami auf dem Label Fueled by Ramen. In diesem Jahr gewannen sie den Wisconsin Area Music Industry (WAMI) Award als Künstler des Jahres.
Am 31. August 2018 wurde das dritte Studioalbum Starcruiser auf dem Label Outerwave Records veröffentlicht.
Anlässlich des zehnjährigen Bestehens der Band erschien am 25. November 2022 ein Album mit älteren, bisher unveröffentlichten Titeln unter dem Namen Time Capsule.

## Diskografie

### Studioalben
- Electrogram (2014, Fueled by Ramen)
- Origami (2017, Fueled by Ramen)
- Starcruiser (2018, Outerwave Records)

### Kompilation
- Time Capsule (2022)

### EPs
- Gold (2013)
- Chromatic (2014)